# Gabriella Farinon
Gabriella Farinon (Oderzo, 17 agosto 1941) è un'attrice, annunciatrice e presentatrice televisiva italiana, attiva come signorina buonasera della Rai dal 1961 al 1968.
In molti film è accreditata come Gaby Farinon.

## Biografia
È stata molto attiva nel campo dei fotoromanzi di edizione Lancio, interpretando tra l'altro i seguenti:
- "Quando mi vedrai" con Roel Bos, Anna Glori, Attilio Dottesio (Sogno n.8, 1 giugno 1965)
- "Felicità all'alba" con Lamberto Antinori, Titti Bosio, Bart Anera (Sogno n.11, 1 settembre 1965)
- "Dopo il peccato" con Nino Persello, Claudio De Renzi, Carla Ceruti (Sogno n.14, 1 dicembre 1965)
- "Un destino in prestito" con Roel Bos, Lena von Martens, Lucio Rama, Marco Tulli (Sogno n.17, 1 marzo 1966)
- "I giorni dell'attesa" con Sandro Moretti e Franca Maria Giardina (I racconti di Sogno n.11, 9 settembre 1966)
- "Una lampada sul fiume" con Franco Andrei (I romanzi di Sogno n.233, 24 novembre 1966)
- "La maledizione della zingara" con Franco Andrei, L. Rosci, Nino Persello (I racconti di Sogno n.16, 9 febbraio 1967)

Ha lavorato in Rai soprattutto negli anni settanta prima come "signorina buonasera" dagli studi di Roma e poi come presentatrice: in quest'ultima veste specifica è ricordata soprattutto per aver condotto dal 1967 al 1975 Un disco per l'estate accanto ai "moschettieri" del piccolo schermo Pippo Baudo, Mike Bongiorno, Corrado ed Enzo Tortora; nonché il Festival di Sanremo nel 1969, 1973 e 1974, rispettivamente a fianco di Nuccio Costa, Mike Bongiorno e Corrado. Nel cinema ha interpretato una decina di film. Ha posato nuda, nel 1975, per l'edizione italiana di Playboy.
Nel 1962 sposò il regista Salvatore Modesti (alias 'Dore' Modesti) con cui ha avuto due figli, la giornalista del TG1 Barbara e Francesco. Dopo l'annullamento del matrimonio stabilito dalla Sacra Rota, nell'anno successivo al pronunciamento Gabriella ha sposato l'industriale Stefano Romanazzi, morto prematuramente nel 1994. È cognata dell'imprenditore Francesco Gaetano Caltagirone, marito della sorella Luisa.

### Attività televisiva
Gabriella Farinon è dapprima una storica signorina buonasera degli anni sessanta; le viene dato, nello stile dell'epoca, l'attributo di "viso d'angelo" per via delle sue squisite fattezze. In parallelo comincia nel 1964 la sua attività di conduttrice e si specializza in trasmissioni musicali: affianca i maggiori presentatori televisivi e in particolare Corrado con il quale fa coppia in sei manifestazioni canore.

### Trasmissioni
- Festival delle rose (Secondo Programma, 1964)
- Un disco per l'estate (Programma Nazionale, 1967-1971, 1973-1975)
- Festival di Sanremo (Programma Nazionale, 1969, 1973-1974)

## Filmografia

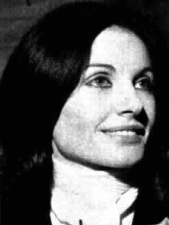
Gabriella Farinon in una scena di Signore e signori, buonanotte (1976)

- La cento chilometri, regia di Giulio Petroni (1959)
- Space Men, regia di Antonio Margheriti (1960)
- Il sangue e la rosa, regia di Roger Vadim (1960)
- Anonima cocottes, regia di Camillo Mastrocinque (1960)
- Le ambiziose, regia di Toni Amendola (1960)
- Una spada nell'ombra, regia di Luigi Capuano (1961)
- Mai di sabato signora Lisistrata - film TV (1971)
- Il giudice e il suo boia - film TV (1972)
- L'altro (Alexander Zwo) - serie TV, 1 episodio (1972)
- Due volti per vivere... uno per morire, regia di Franz Peter Wirth (1974)
- Borsalino and Co., regia di Jacques Deray (1974)
- Più forte sorelle, regia di Mario Bianchi (1976)
- C'è una spia nel mio letto, regia di Luigi Petrini (1976)
- Signore e signori, buonanotte, registi vari (1976)